# Новый Путь (Канский район)
Но́вый Путь — деревня в Канском районе Красноярского края. Входит в состав Чечеульского сельсовета.

## География
Деревня находится в левобережной пойме реки Кан, у восточной окраины города Канск (5 км от центра города), административного центра района.

## Транспорт
Деревня связана с дорожной сетью города Канск через улицы Чечеульская и Линейная. Имеется автодорога на юг к посёлку Зелёный Луг (на Чечеул), на её месте пройдёт трасса строящейся объездной дороги города (часть автодороги Р255).

## Население
| 2010 |
| ---- |
| 346  |

## Улицы
| - ул. Береговая, - пер. Болотный, - ул. Зелёная, | - пер. Луговой, - ул. Новая, - ул. Полевая, | - пер. Тупиковый, - ул. Школьная, - пер. Школьный. |